# Почётные граждане Ошмян
Почётные граждане Ошмян — перечень обладателей почётного звания «Почетный гражданин Ошмянского района» в Гродненской области Белоруссии.
Присваивается за выдающийся вклад в развитие и процветание города Ошмяны и Ошмянского района.

## Преамбула
Город известен с 1341 года. 

## Список почётных граждан

### 2006 г.
- Антон Александрович Кадолка. Пенсионер Министерства обороны Республики Беларусь, ветеран Великой Отечественной войны. Звание «Почетный гражданин города Ошмяны» присвоено решением Ошмянского районного Совета депутатов № 18-7 от 19 сентября 2006 года. за значительные заслуги в защите Родины в годы Великой Отечественной войны, большой личный вклад в героико-патриотическое воспитание подрастающего поколения, активное участие в становлении и укреплении ветеранского движения в Ошмянском районе.
- Тамара Владимировна Филипович. Бывший директор открытого акционерного общества «Ошмянский мясокомбинат », депутат Совета Республики Национального собрания Республики Беларусь. Звание «Почетный гражданин города Ошмяны» присвоено решением Ошмянского районного Совета депутатов № 18-7 от 19 сентября 2006 года. за особые заслуги в социально-экономическом строительстве, значительный личный вклад в повышение эффективности производства и совершенствование технологических процессов, плодотворную общественную деятельность на благо города Ошмяны и Ошмянского района.
- Иван Тимофеевич Наумов  Уволился из Министерства обороны Республики Беларусь, участник Великой Отечественной войны. Звание «Почетный гражданин города Ошмяны» присвоено решением Ошмянского районного Совета депутатов № 18-7 от 19 сентября 2006 года. за значительные заслуги в защите Родины в годы Великой Отечественной войны, большой личный вклад в героико-патриотическое воспитание подрастающего поколения, активное участие в становлении и укреплении ветеранского движения в Ошмянском районе.
- Валентина Васильевна Хинчук. Учитель истории средней школы № 2 г. Ошмяны, директор Национального института образования г. Минска, победитель республиканского конкурса педагогического мастерства «Хрустальный журавль» 1997 года. Звание «Почетный гражданин города Ошмяны» присвоено решением Ошмянского районного Совета депутатов № 18-7 от 19 сентября 2006 года. за высокое педагогическое мастерство, особые заслуги в обучении и воспитании подрастающего поколения, плодотворную научно-педагогическую деятельность на благо Ошмянского района.
- Андрей Станиславович Барбашинский, директор современного белорусско-германского предприятия ООО «Гуд Найт» («Спокойной ночи»), Минск, чемпион XXV Олимпийских игр 1992 года в Барселоне ( Испания ). Звание «Почетный гражданин города Ошмяны» присвоено решением Ошмянского районного Совета депутатов № 18-7 от 19 сентября 2006 года. за достижение высоких спортивных результатов на XXV летних Олимпийских играх 1992 года в Барселоне (Испания), особые заслуги в развитии физической культуры и спорта, большой вклад в пропаганду идей олимпийского движения в г. Ошмянский район[1].
- Евгений Николаевич Добрышев. Главный специалист Комитета Закона и Безопасности Правительства Ленинградской области, бывший командир русских крейсеров «Фрунзе» и «Петр Великий» ВМФ РФ. Звание «Почетный гражданин города Ошмяны» присвоено решением Ошмянского районного Совета депутатов № 18-7 от 19 сентября 2006 года. за мужество и самоотверженность, проявленные при исполнении воинского долга, большой личный вклад в развитие и укрепление отношений дружбы и сотрудничества между Республикой Беларусь и Российской Федерацией, активную общественную деятельность на благо города Ошмяны и Ошмянского района.
- Франц Адамович Клинцевич. Депутат Государственной Думы Федерального Собрания Российской Федерации, заместитель главы фракции « Единая Россия» в Государственной Думе, депутат Парламентского собрания Союза Беларуси и России, бывший председатель правления Российского Союза ветеранов Афганистана. Звание «Почетный гражданин города Ошмяны» присвоено решением Ошмянского районного Совета депутатов № 18-7 от 19 сентября 2006 года. за мужество и самоотверженность, проявленные при исполнении воинского долга, большой личный вклад в развитие и укрепление отношений дружбы и сотрудничества между Республикой Беларусь и Российской Федерацией, активную общественную деятельность на благо города Ошмяны и Ошмянского района.

### 2007 г.
- Иосиф Владимирович Верамеевич. Пенсионер, ветеран. Звание «Почетный гражданин города Ошмяны» присвоено решением Ошмянского районного Совета депутатов № 28 от 28 июня 2007 года. за значительный вклад в развитие аграрного комплекса района, активное участие в общественной жизни.
- Евгений Иванович Евчиц. Заведующая дневным стационаром учреждения здравоохранения « Ошмянская центральная районная больница ». Звание «Почетный гражданин города Ошмяны» присвоено решением Ошмянского районного Совета депутатов № 28 от 28 июня 2007 года. за большой личный вклад в развитие системы здравоохранения района, активную общественную деятельность[2].

### 2008 г.
- Збигнев Филиппович Каминский. Пенсионер, ветеран физической культуры и спорта. Звание «Почетный гражданин города Ошмяны» присвоено решением Ошмянского районного Совета депутатов № 71 от 30.06.2008. за значительный вклад в развитие физической культуры и спорта в районе, активную общественную деятельность.
- Чеслав-Степан Осипович Барковский. Полевое хозяйство сельскохозяйственного производственного кооператива "Крейванцевский". Звание «Почетный гражданин города Ошмяны» присвоено решением Ошмянского районного Совета депутатов № 71 от 30.06.2008. за высокие производственные достижения и многолетний добросовестный труд в агропромышленном комплексе района[3].

### 2009 г.
- Юрий Иванович Николаев. Ответственный секретарь учреждения «Редакция газеты « Ошмянский вестник ». В 2009 году награжден Золотым пером Республики Беларусь и званием «Заслуженный журналист Республики Беларусь». за значительный вклад в развитие общественной жизни региона и многолетнюю добросовестную работу в средствах массовой информации Гродненской области.
- Иван Кузьмич Баско. Пенсионер, участник Великой Отечественной войны. Звание «Почетный гражданин города Ошмяны» присвоено решением Ошмянского районного Совета депутатов № 113 от 13.06.2009. за значительные заслуги в защите Родины и большой личный вклад в патриотическое воспитание молодежи, активное участие в общественной жизни района.

### 2011
- Владимир Васильевич Карасев. Концертмейстер учреждения образования «Ошмянская государственная общеобразовательная школа-интернат». Звание «Почетный гражданин города Ошмяны» присвоено решением Ошмянского районного Совета депутатов № 58 от 9 сентября 2011 года. за весомый личный вклад в развитие культуры Ошмянского района, образование и воспитание подрастающего поколения, активную общественную деятельность.
- Владимир Иосифович Лазарчик. Пенсионер. Звание «Почетный гражданин города Ошмяны» присвоено решением Ошмянского районного Совета депутатов № 58 от 9 сентября 2011 года. за многолетний добросовестный труд, значительный личный вклад в развитие инфраструктуры города Ошмяны и Ошмянского района.

### 2013
- Валентина Михайловна Лузина. Депутат Палаты представителей Национального собрания Республики Беларусь четвертого созыва. Звание «Почетный гражданин города Ошмяны» присвоено решением Ошмянского районного Совета депутатов № 146 от 25.06.2013. за многолетний добросовестный труд, значительный личный вклад в развитие социальной сферы Ошмянского района.
- Николай Николаевич Правко. Председатель сельскохозяйственного производственного кооператива «Гальшанскі». Звание «Почетный гражданин города Ошмяны» присвоено решением Ошмянского районного Совета депутатов № 146 от 25.06.2013. за достижение высоких показателей производства и многолетний добросовестный труд в агропромышленном комплексе Ошмянского района.

### 2014
- Михаил Иосифович Крайнов. Ветеран Великой Отечественной войны. Звание «Почетный гражданин города Ошмяны» присвоено решением Ошмянского районного Совета депутатов № 16 от 24.06.2014. за значительные заслуги в защите Родины и большой личный вклад в патриотическое воспитание молодежи, активное участие в общественной жизни района.
- Александр Алексеевич Сазанович. Звание «Почетный гражданин города Ошмяны» присвоено решением Ошмянского районного Совета депутатов № 16 от 24.06.2014. за многолетний добросовестный труд, значительный личный вклад в развитие строительной отрасли Ошмянского района.

### 2015
- Виктор Владимирович Краморенко. Заслуженный архитектор Беларуси, дважды лауреат Государственной премии Республики Беларусь, соавтор проектов « Национальная библиотека Беларуси », « Вокзал в Минске », « Музей истории Великой Отечественной войны ». Звание «Почетный гражданин города Ошмяны» присвоено решением Ошмянского районного Совета депутатов № 21 от 19 июня 2015 года за большую и целеустремленную работу по формированию чувства гордости за свою страну, личный вклад в гражданское и патриотическое воспитание молодежи.

### 2016
- Михаил Марьянович Гружевский. Звание «Почетный гражданин города Ошмяны» присвоено решением Ошмянского районного Совета депутатов № 96 от 2016/06/24 за многолетнюю добросовестную работу и значительный личный вклад в систему образования Ошмянского района[4].

### 2019
- Владимир Александрович Бизюк. Директор государственного учреждения образования «Ошмянская школа-интернат для детей-сирот и детей, оставшихся без попечения родителей». Звание «Почетный гражданин» присвоено решением Ошмянского районного Совета депутатов № 67 от 26.06.2019г. за многолетний труд и весомый личный вклад в систему образования Ошмянского района.
- Петр Кузьмич Ткачев. Звание «Почетный гражданин» присвоено решением Ошмянского районного Совета депутатов № 67 от 26.06.2019г. за многолетний труд и весомый личный вклад в развитие автотранспортного хозяйства Ошмянского района.

## 2021
- Татьяна Степановна Мягкова. Житель города Ошмяны, ветеран Великой Отечественной войны. Звание «Почетный гражданин Ошмянского района» присвоено решением Ошмянского районного Совета депутатов от 10 сентября 2021 г. № 261 за значительные заслуги в защите Отечества, большой личный вклад в патриотическое воспитание подрастающего поколения, развитие ветеранского движения в Ошмянском районе[5][6]
- Скаскевич Виктор Александрович, житель города Ошмяны, директор филиала «Автомобильный парк № 13 г. Ошмяны» открытого акционерного общества «Гроднооблавтотранс». Звание «Почетный гражданин Ошмянского района» присвоено решением Ошмянского районного Совета депутатов от 10 сентября    2021 г. № 261 за многолетний добросовестный труд, значительный личный вклад в развитие автотранспортной сферы, активное участие в общественно-политической жизни Ошмянского района[5].